# Leďanoj kub
Leďanoj kub (rusky Ледяной куб, česky Ledová kostka, plným názvem Curlingové centrum Ledová kostka, rusky Керлинговый Центр Ледяной куб, Kerlingovyj Centr Leďanoj kub) je víceúčelová sportovní hala postavená v Soči v Krasnodarském kraji v Rusku. Má kapacitu tří tisíc sedících diváků.
Byla vybudována v letech 2010 až 2012 a stavěna s ohledem na zimní olympijské hry 2014 a zimní paralympijské hry 2014, na kterých sloužila curlingovým turnajům. Ještě předtím se v ní odehrály dvě významné mezinárodní soutěže, mistrovství světa v curlingu na vozících 2013 a juniorské mistrovství světa v curlingu 2013.
Je projektována jako přestěhovatelná.